# Cyanophrys amyntor
Cyanophrys amyntor is een vlinder uit de familie van de Lycaenidae. De wetenschappelijke naam van de soort is voor het eerst geldig gepubliceerd in 1779 door Pieter Cramer. De soort komt voor in de Nieuwe Wereld van Mexico tot en met Brazilië.

## Synoniemen
- Papilio menalcas Cramer, 1779
- Thecla caramba Clench, 1944
- Thecla amyntor distractus Clench, 1946
- Cyanophrys eiselei D'Abrera, 1995 (nom. nud.)
- Cyanophrys quinterorum D'Abrera, 1995 (nom. nud.)